# Monument Maitland
Le Monument Maitland, également connu comme la Rotonde Maitland ou le Péristyle de Maitland, est un édifice de style néoclassique situé Place Spianada dans la ville de Corfou. Il a été construit en 1821 en l'honneur de Sir Thomas Maitland, un officier britannique qui a été le dernier Commissaire et premier Lord Haut-Commissaire des Îles Ioniennes.

## Histoire
Maitland est arrivé à Corfou le 16 février 1816, et huit mois plus tard, le 25 octobre 1816, 46 nobles de la ville ont fait une proposition pour construire un arc de triomphe en son honneur. Le monument a finalement été construit en 1821 en forme de rotonde avec vingt colonnes Ioniques. Il a été conçu par le Colonel George Whitmore des Royal Engineers.
Comme le Palais de Saint-Michel et Saint-George, la structure a été construite en calcaire importé de Malte, qui était une colonie Britannique à l'époque. Maitland avait simultanément occupé les postes de Lord Haut-Commissaire des Îles Ioniennes et Gouverneur de Malte. La sculpture a été réalisée par le sculpteur local Pavlos Prosalentis.

## Description

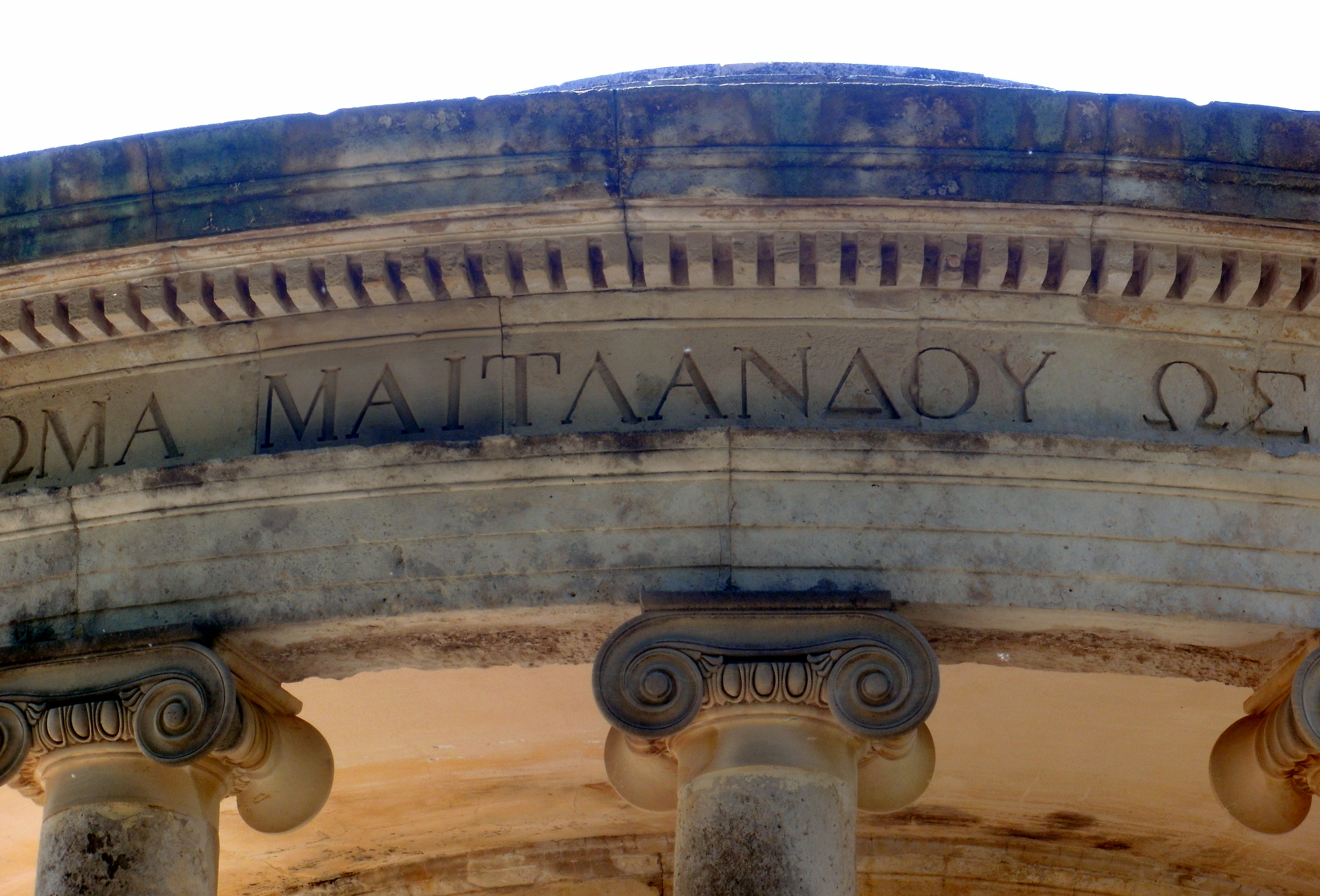
Une partie de l'inscription et les chapiteaux Ioniques du monument

Le monument est également connu sous le nom de Citerne, car il est construit au sommet d'une citerne d'eau souterraine datant de l'époque Vénitienne qui avait été construite en 1781. Les deux entrées du monument ont permis l'accès à l'eau du réservoir.
Le sommet du monument contient les inscriptions circulaires suivantes :
| “ | ΕΙΣ ΜΝΕΙΑΝ ΑΙΣΙΟΥ ΗΜΕΡΑΣ ΕΠΑΝΟΔΟΥ ΕΚ ΜΕΓΑΛΗΣ ΒΡΕΤΑΝΝΙΑΣ ΘΩΜΑ ΜΑΙΤΛΑΝΔΟΥ ΩΣ ΕΥΘΥΝΤΗΡΩΣ ΠΟΛΙΤΙΚΟΥ ΚΑΤΑΣΤΗΜΑΤΟΣ ΝΗΣΩΝ ΙΟΝΙΚΩΝ ΠΟΛΙΤΑΙ ΚΕΡΚΥΡΑΙΟΙ ΑΝΕΣΤΗΣΑΝ ΕΤΕΙ ΣΩΤ ΑΩΙΣΤ | ” |

## Autres
Le Monument Maitland est visible dans le film de James Bond de 1981 Rien que pour vos yeux.
Le monument a été endommagé en raison de l'érosion au fil des ans, et il a été restauré en 2004.